# BNP Paribas Masters 2005
BNP Paribas Masters 2005 — тенісний турнір, що проходив на кортах з твердим покриттям у місті Paris, Франція з 31 жовтня . Належав до категорії ATP Masters Series.

## Фінальна частина

### Одиночний розряд
Томаш Бердих —  Іван Любичич 6–3, 6–4, 3–6, 4–6, 6–4

### Парний розряд
Боб Браян /  Майк Браян —  Деніел Нестор /  Марк Ноулз (тенісист) 6–4, 6–7(3–7), 6–4